# Транденкова Марина Євгенівна
Марина Євгенівна Транденкова (рос. Марина Евгеньевна Транденкова; дошлюбне прізвище — Кривошеїна (рос. Кривошеина); нар. 7 січня 1967) — радянська та російська легкоатлетка, яка спеціалізувалася на бігу на короткі дистанції.
На внутрішніх змаганнях в СРСР (пізніше — Росії) представляла Ленінград (Санкт-Петербург).
Була в шлюбі з Ігорем Транденковим (нар. 1966) — олімпійським призером зі стрибків з жердиною.

## Спортивні досягнення
Срібна олімпійська призерка з естафетного бігу 4×100 метрів (1992). Фіналістка олімпійських змагань з естафетного бігу 4×100 метрів (5-е місце у 2000) та 100 метрів (5-е місце у 1996). Також брала участь в оліміпйських змаганнях з бігу на 100 метрів (2000) та 200 метрів (1992, 2000), проте потрапити до фінальних забігів не вдавалось.
Чемпіонка світу з естафетного бігу 4×100 метрів (1993, виступала в попередньому забігу). Фіналістка чемпіонатів світу з естафетного бігу 4×100 метрів (5-е місце; 1997) та бігу на 200 метрів (6-е місце у 1997 та 7-е місце у 1995).
Була 6-ю на Кубку світу з естафетного бігу 4×100 метрів (1994).
Срібна призерка чемпіонату Європи з естафетного бігу 4×100 метрів (1994). Фіналістка (8-е місце) чемпіонату Європи з бігу на 100 метрів (1994).
Срібна призерка (з естафетного бігу 4×100 метрів) та бронзова призерка (з бігу на 200 метрів) чемпіонату Європи серед юніорів (1985).
Переможниця у фіналах Кубків Європи в бігу на 100 метрів (1996) та естафетному бігу 4×100 метрів (1993, 1995, 1996, 1997). Двічі була другою на Кубках Європи у бігу на 200 метрів (1995) та естафетному бігу 4×100 метрів (2000). Ще одного разу фінішувала на Кубку Європи третьою — у бігу на 200 метрів (1997).
Чемпіонка Росії з бігу на 200 метрів (1995, 1999).
Срібна призерка чемпіонату СНД з бігу на 200 метрів (1992). Срібна призерка чемпіонату Росії з бігу на 100 метрів (1994, 1995, 1996, 2000) та 200 метрів (1996, 2000).
Бронзова призерка чемпіонату СРСР з бігу на 200 метрів (1991). Бронзова призерка чемпіонату Росії з бігу на 100 та 200 метрів (1993).

## Визнання
- Заслужений майстер спорту Росії

## Допінг
У 1996 під час Олімпіади в Атланті разом з низкою інших спортсменів була викрита у застосуванні бромантану, включеного до списку заборонених препаратів напередодні Олімпійських ігор. Проте дискваліфікації не послідувало, оскільки не було наведено доказів, що препарат застосовувався в інших цілях, крім зміцнення імунної системи організму.